# National Center for Jewish Film
Das National Center for Jewish Film ist ein Archiv, das jüdische Filme aufbewahrt und restauriert. Es befindet sich an der Brandeis University in Waltham, Massachusetts.
Es wurde 1976 gegründet und arbeitet gemeinnützig.